# Аист (фильм)
«Аист» — художественный фильм молдавского режиссёра Валерия Жереги.

## Сюжет
После войны скрипач возвращается в родное село и узнаёт, что его любимая девушка сгорела в огне, родные и близкие погибли — война не пощадила никого. Герой не знает, ради чего жить дальше. Но появляется женщина с мальчиком, и солдат берет в руки скрипку…

## В ролях
- Мирча Соцки-Войническу
- Маргарита Терехова
- Андрей Ковзун
- Василе Тэбырцэ

## Съёмочная группа
- Автор сценария: Валерий Жереги
- Режиссёр: Валерий Жереги
- Оператор: Иван Поздняков
- Художник: Ион Мигале
- Композитор: Ион Алдя-Теодорович

## Премии
- «Специальное упоминание католической киноработы» на Международной неделе кино в Мангейме (1978)[1]